# مکس پین (بازی ویدئویی)
مکس پین (به انگلیسی: Max Payne) یک بازی ویدئویی در سبک تیراندازی سوم شخص نئو-نوآر است که توسط رمدی انترتینمنت ساخته شده‌است و توسط گدرینگ دولوپرز در سال ۲۰۰۱ منتشر شد. داستان مکس پین توسط نویسنده فنلاندی، سم لیک نوشته شده و پتری جارولیتو آن را کارگردانی کرده‌است. داستان بازی دربارهٔ کارآگاه سابق ان‌وای‌پی‌دی به نام مکس پین است که بعد از مرگ دلخراش همسر و دختر خردسالش و عدم موفقیت در پیگیری پرونده به اداره مبارزه با مواد مخدر آمریکا پیوسته و تبدیل به یک مأمور خودخوانده شده و تصمیم دارد تا شخصاً در خیابان‌های برفی نیویورک در ایام کریسمس به دنبال قاتلین عزیزانش بگردد. او در این راه پرخطر با اشخاص زیادی از جمله یک زن اغواگر و آدمکش قراردادی مرموز به اسم مونا سکس آشنا می‌شود. ظاهر شخصیت مکس پین در این بازی بر اساس چهره خود سم لیک طراحی شد و جیمز مک‌کافری به جای آن گویندگی کرد.
مکس پین نخستین‌بار در ژوئیه ۲۰۰۱ توسط گدرینگ دولوپرز برای مایکروسافت ویندوز عرضه شد. در دسامبر همین سال و بهار سال ۲۰۰۲، راک‌استار گیمز این بازی را برای پلی‌استیشن ۲، اکس‌باکس و گیم بوی ادونس منتشر کرد. همچنین نسخه مخصوص سیستم‌عامل‌های مکینتاش در ژوئیه ۲۰۰۲ راهی بازار شد. همچنین قرار بود تا نسخه ویژه دریم‌کست بازی نیز منتشر شود اما از آنجایی که سگا تولید این دستگاه را در مارس ۲۰۰۱ متوقف کرد، این اتفاق رخ نداد. در سال‌های ۲۰۰۹ و ۲۰۱۲، نسخه‌های بازی به ترتیب برای اکس‌باکس ۳۶۰ و پلی‌استیشن ۳ عرضه شد. در همین سال، مکس پین برای آی‌اواس و اندروید در دسترس قرار گرفت. در آوریل ۲۰۱۶، پلی‌استیشن ۴ نیز به این گروه اضافه شد و شبیه‌ساز بازی در فروشگاه اینترنتی پلی‌استیشن قرار گرفت.
در آوریل ۲۰۲۲، استودیو رمدی خبر داد که قصد دارد با همکاری راک استار دو عنوان نخست سری بازی‌های مکس پین را با موتور بازی‌سازی نورت‌لایت از اول بازسازی کند. این دو بازی برای پلی‌استیشن ۵، اکس‌باکس سری اکس و سری اس و مایکروسافت ویندوز منتشر خواهند شد.

## داستان
مکس شخصیتی بسیار بسیار گنگ و مبهم به همراه دارد که به دلایل زیادی در زندگی قبلی خود بسیار افسرده و ناراحت است. امّا وی با تشکیل خانواده و لذت بردن از شغل خود، با گذشت زمان ناراحتی‌ها را به فراموشی می‌سپارد. این بازی داستان زندگی یک پلیس نیویورک است که بعد از ظهر یک روز بد فرجام، هنگام بازگشت به خانه‌اش متوجه می‌شود که همسر و فرزند نوزادش توسط افرادی معتاد به طرز فجیعی به قتل رسیده‌اند. مکس در جریان بازی، در پی شناسایی و انتقام از مسببان قتل خانواده‌اش به معتادان جنایتکاری برمی‌خورد که تحت تأثیر ماده‌ای به نام "V" به این اعمال وحشیانه دست می‌زنند. در پی جستجوهای بیشتر، او متوجه می‌شود که مادهٔ "V" نتیجهٔ یکی از پروژه‌های سری ارتش آمریکا است که به منظور افزایش پایداری نیروی پیاده اجرا شده‌است؛ ولی به خاطر به دست نیاوردن نتیجهٔ قابل قبول، پس از مدتی رسماً متوقف شده‌است؛ ولی زنی به نام «نیکل هورن» این پروژه را به صورت غیرقانونی و پنهانی ادامه داده‌است. در ادامه بازی مکس پین در جستجوی نیکل هورن از مراحل پرخطری عبور می‌کند و…

## بازتاب ها

### نقدها
| گردآورنده | امتیاز                                                           |
| --------- | ---------------------------------------------------------------- |
| متاکریتیک | (PC) 89/100 (PS2) 80/100 (XBOX) 89/100 (GBA) 78/100 (iOS) 75/100 |

| ناشر        | امتیاز                |
| ----------- | --------------------- |
| آل‌گیم       | (PC) · (PS2) · (XBOX) |
| اج          | 6/10                  |
| گیم‌پرو      | [ ۱۴ ]                |
| گیم‌اسپات    | 9.2/10                |
| گیم‌زون      | 9.2/10                |
| آی‌جی‌ان      | 9.5/10                |
| TouchArcade | (iOS)                 |

| ناشر     | جایزه |
| -------- | --- |
| BAFTA    | Best PC Game of 2001 |
| IGN      | Readers Choice Action Game of the Year, 2001 Readers' Choice Best Story, Best Graphics, Best Sound                                                                |
| GameSpot | Best of E3 2000, The Top Games of E3 2001, Readers' Choice Game of 2001, Readers' Choice Single-Player Action Game of 2001, two 2001 Game of the Year nominations |

## واژه‌نامه
1. ↑  Petri Järvilehto
2. ↑  George Broussard
3. ↑  Scott Miller
4. ↑  Markus Stein
5. ↑  Kärtsy Hatakka
6. ↑  Kimmo Kajasto